# Córdoba (Argentína)
Córdoba egy nagyváros Argentína földrajzi középpontjában, Buenos Airestől közúton 700 km-re északnyugatra. A hasonló nevű tartomány székhelye. Lakosainak száma 1 310 000 fő volt 2008-ban, ezzel az ország 2. legnagyobb városa.
Püspöki székhely. A városban működik a legrégebbi argentin egyetem. A főváros után a 2. legjelentősebb kulturális központ, fontos közlekedési csomópont, továbbá ipari központ.

## Gazdaság
A városban autókat (Renault Argentina, Fiat), textilféléket, élelmiszert gyártanak. Az azonos nevű tartomány szójabab, búza, kukoricatermésének feldolgozó központja.
Córdoba földrajzi fekvéséből adódóan élvezi a hegység nyújtotta erőforrásokat (ásványi anyag, építőanyag, folyóvíz) és a megművelt pampának élelmiszerekben való gazdagságát.

## Galéria

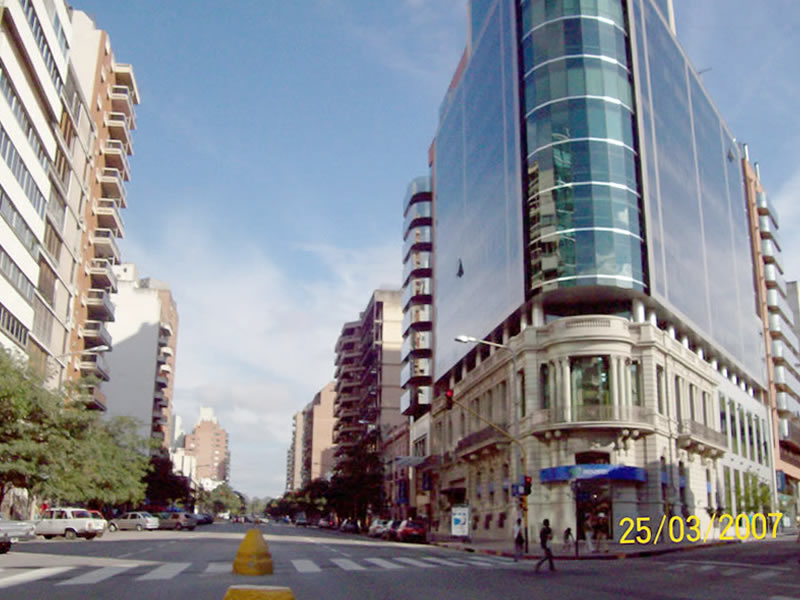
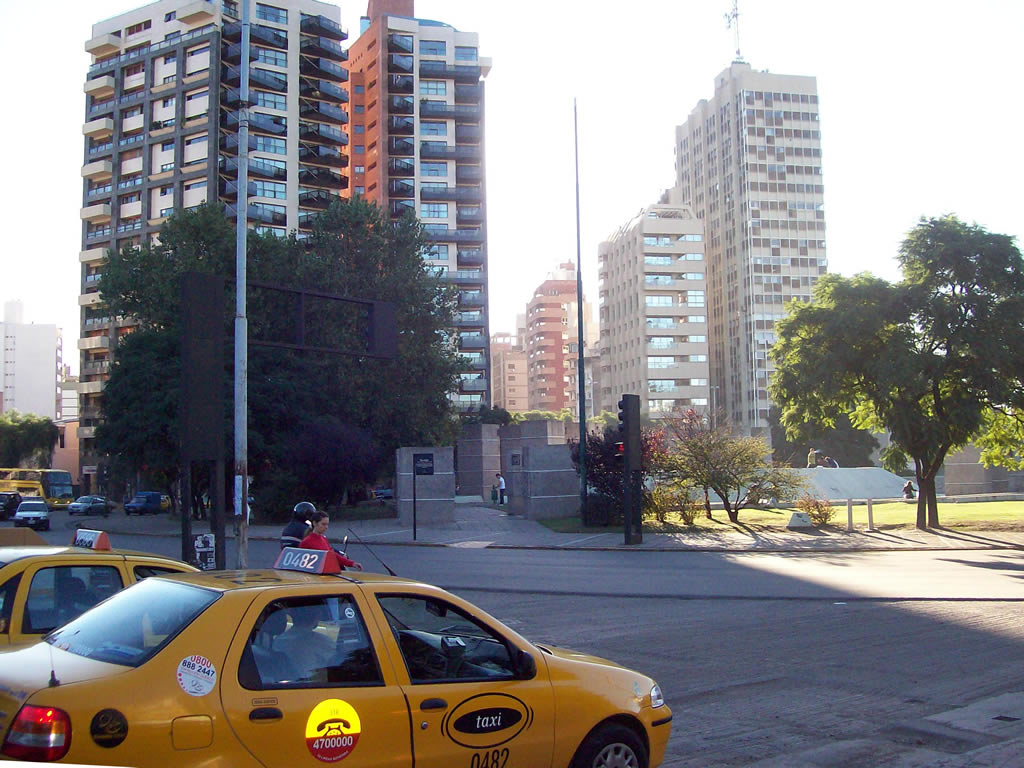
Plaza España
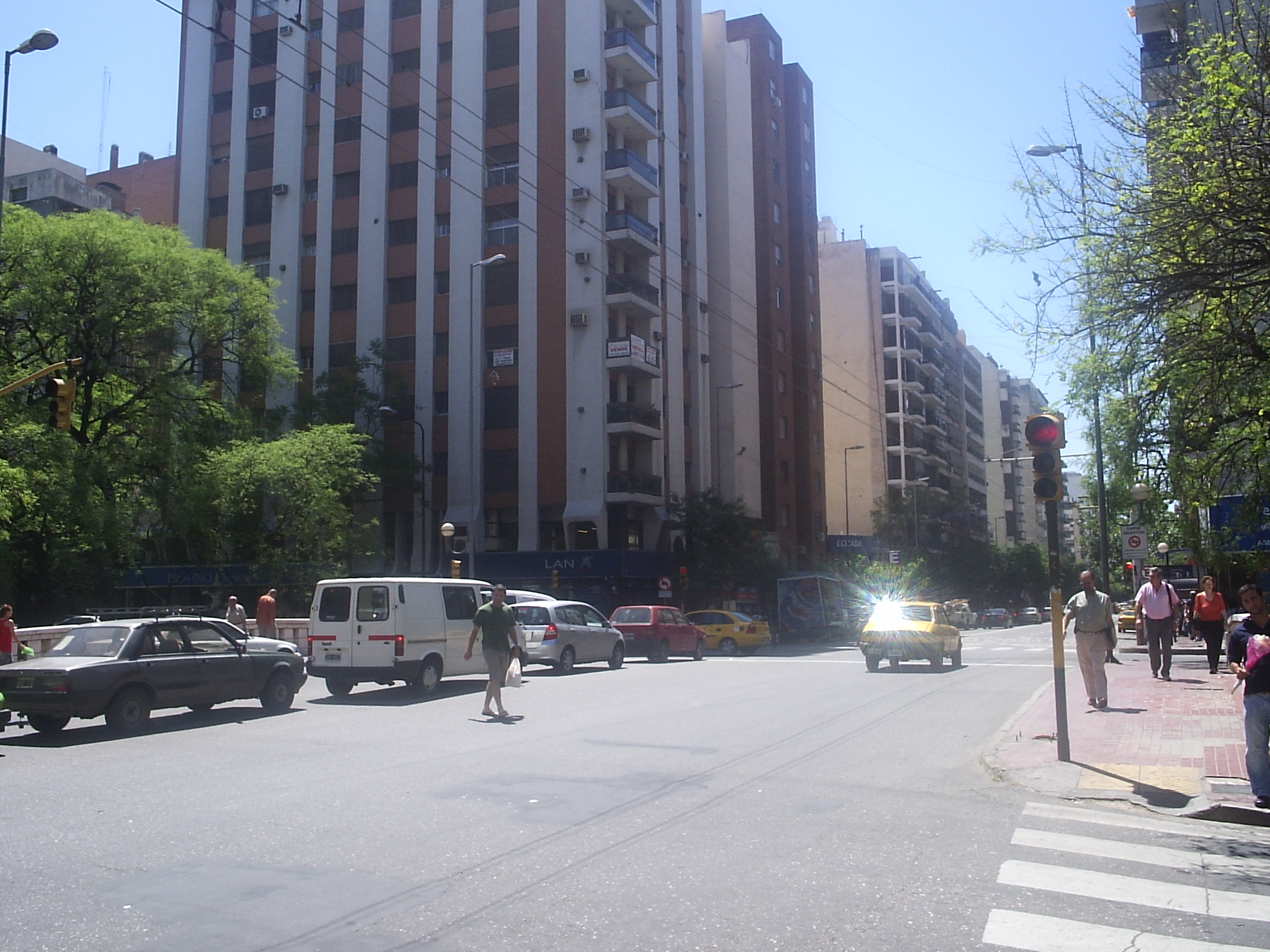
Colón sugárút
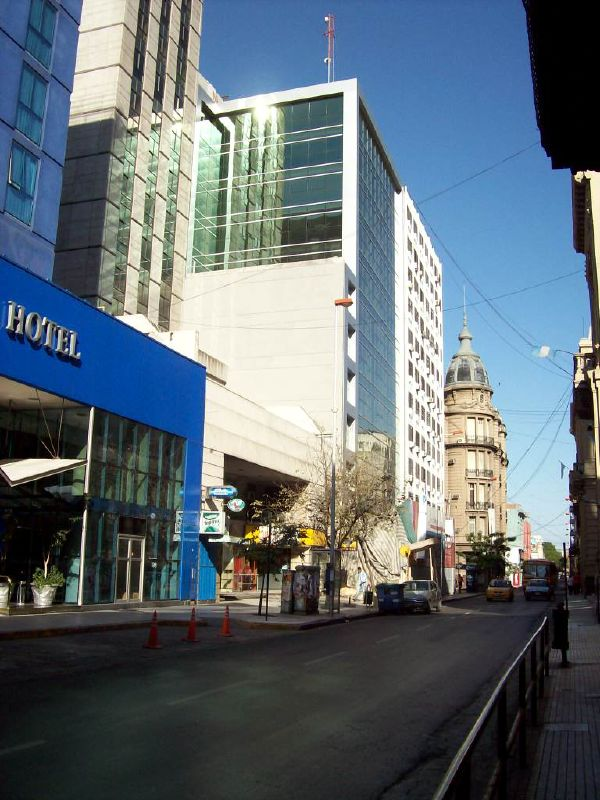
San Jerónimo utca
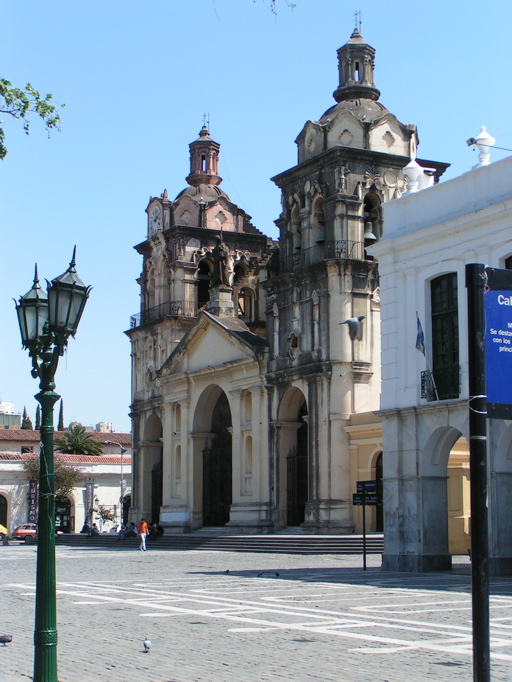
A katedrális
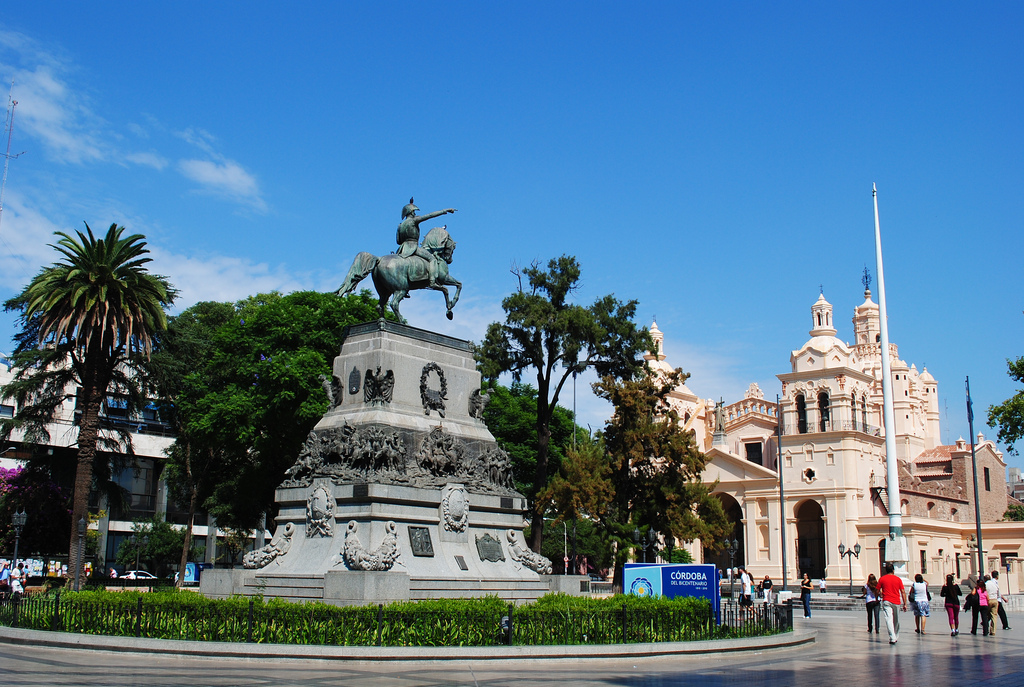
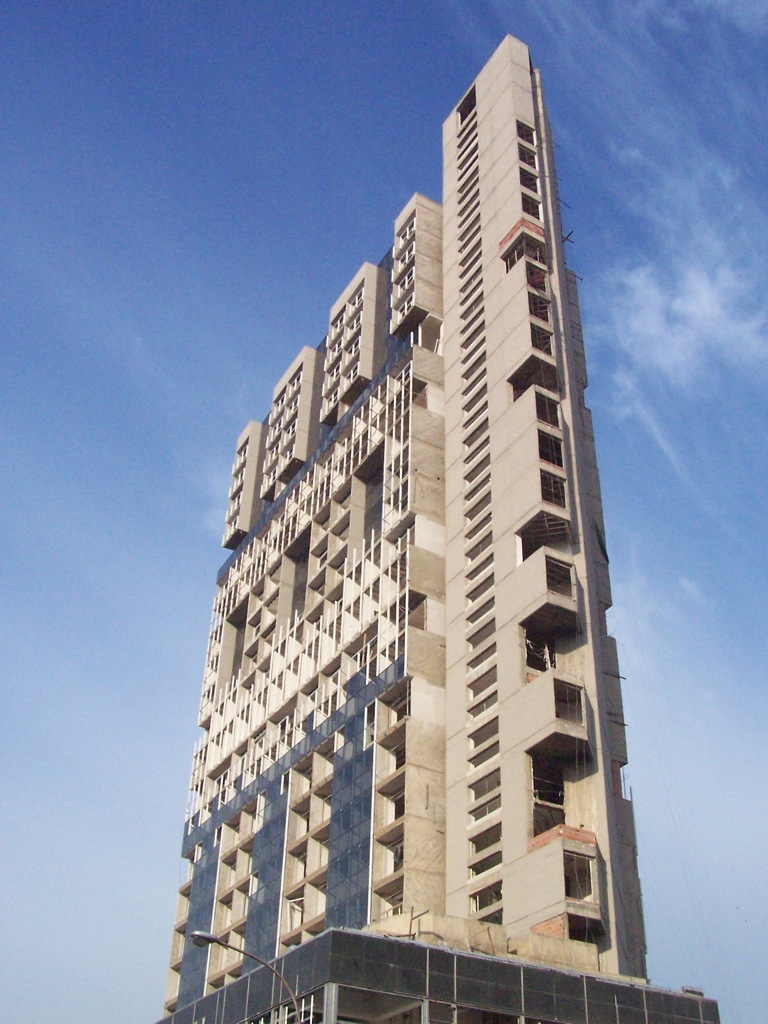